# Horst Klein (SS-Mitglied)

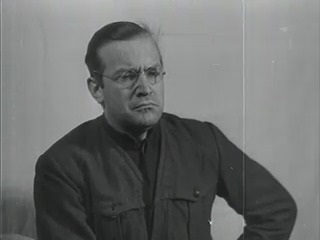
Horst Klein während der Nürnberger Prozesse. Aufnahme von Januar 1947.

Oskar Edwin Wilhelm Horst Klein, genannt Horst Klein (* 27. Februar 1910 in Wiedenbrück; † 6. Oktober 1977 in Herford), war ein deutscher Jurist und SS-Führer.

## Leben
Klein, Sohn eines Landrats, beendete seine Schullaufbahn 1927 an einem humanistischen Gymnasium in Gütersloh mit dem Abitur. Danach studierte Klein Staats- und Rechtswissenschaften an den Universitäten Lausanne, Freiburg und Bonn. Das erste juristische Staatsexamen legte Klein im Februar 1933 ab. Nach der Referendariatszeit beendete Klein sein Studium im August 1937 mit dem zweiten juristischen Staatsexamen in Düsseldorf. Nach dem Abschluss seines Studiums absolvierte Klein eine innerbetriebliche Ausbildung zum Betriebsbuchhalter in einem Unternehmen in Bielefeld.
Klein wurde am 1. April 1933 Mitglied der SS (SS-Nummer 114.488). In der SS stieg er bis 1943 zum SS-Obersturmbannführer auf. Klein trat zum 1. Mai 1933 der NSDAP bei (Mitgliedsnummer 2.167.516). Ab April 1933 war Klein Angehöriger eines SS-Motorsturms in Wiedenbrück, musste sein Engagement bei der SS aber zeitweise aufgrund eines schweren Motorradunfalls aufgeben. Klein absolvierte 1935 seinen mehrmonatigen Wehrdienst bei der Wehrmacht. Anfang Februar 1938 trat Klein in das SS-Verwaltungsamt ein und wurde Mitarbeiter in der Abteilung Rechtswesen. Zudem war Klein seitdem bei der Gesellschaft zur Förderung und Pflege Deutscher Kulturdenkmäler e.V. der SS angestellt. Ab September 1938 war Klein SS-Führer im Stab des Reichsführers SS Heinrich Himmler. Ab dem 20. April war Klein in dem neu geschaffenen Hauptamt Verwaltung und Wirtschaft tätig, wo er im April 1940 die Leitung der Hauptabteilung für Sonderaufgaben und im September 1941 die Leitung der Gesellschaft zur Förderung und Pflege Deutscher Kulturdenkmäler e.V. übernahm.
Anfang Februar 1942 wurde Klein im neu gegründeten SS-Wirtschafts- und Verwaltungshauptamt Leiter des Amts W V III (Sonderaufgaben). Am 1. Oktober 1944 wurde Klein durch Oswald Pohl selbst aufgrund von Defätismus und Dienstvergehen wirtschaftlicher Natur festgenommen und interniert. Am 24. Oktober 1944 wurde Klein durch die SS-Gerichtsbarkeit verurteilt und aufgrund einer Erkrankung unter Hausarrest in seiner Privatwohnung in Kranichfeld gestellt. Dort verblieb Klein bis zum Einmarsch der US-Armee im April 1945. Seine Schwester, die sich im Sinne der herrschenden Ideologie ebenfalls staatskritisch geäußert hatte, wurde nach einer Denunziation bei der Gestapo in das KZ Ravensbrück eingewiesen. Ihr Ehemann verübte nach einem brutalen Verhör durch die Gestapo Suizid.

## Nach Kriegsende
Nach seiner Festnahme durch die Alliierten wurde Klein im Prozess Wirtschafts- und Verwaltungshauptamt der SS mit 17 weiteren Beschuldigten vor dem United States Military Tribunal II angeklagt. Klein wurde am 3. November 1947 in allen Anklagepunkten, Kriegsverbrechen, Verbrechen gegen die Menschlichkeit und der Mitgliedschaft in verbrecherischen Organisationen, freigesprochen. Seine leitende Tätigkeit im WVHA sowie seine SS-Mitgliedschaft wurden nicht geahndet, da gegen Klein keine belastenden Zeugenaussagen oder Beweismittel vorlagen. Über seinen weiteren Lebensweg ist nichts bekannt.